# 平頭粗杜父魚
平頭粗杜父魚（學名：Asprocottus platycephalus）為輻鰭魚綱鮋形目杜父魚亞目淵杜父魚科的其中一種，為淡水魚類，分布於俄羅斯貝加爾湖流域，棲息深度50-800公尺，體長可達10.5公分，棲息在底層水域，生活習性不明。